# 이순원 (소설가)
이순원(李舜源, 1958년 ~ )은 대한민국의 소설가이다.
1988년 <낮달>이라는 작품으로 문학사상을 통해 등단했다. 1996년 《수색,어머니 가슴속으로 흐르는 무늬》로 동인문학상을, 2000년 〈아비의 잠〉으로 이효석문학상을 수상했다.

## 학력
- 1977년 강릉상업고등학교 졸업
- 1984년	강원대학교 경영학과 졸업

## 주요 작품
- 장편소설
  - 《수색, 그 물빛 무늬》, 《순수》, 《아들과 함께 걷는 길》
  - 《어머니는 왜 숲 속의 이슬을 떨었을까》
- 소설집 《그 여름의 꽃게》, 《얼굴》, 《말을 찾아서》

## 가족 관계
- 아버지: 이석린
- 어머니: 김남숙 ( ~ 2025년 1월 13일)
- 형제동생: 이철원, 이선원, 이혜순, 이화원
- 배우자:	정경숙
  - 장남:	이상우
  - 차남:	이상빈